# Petra Mede
Petra Maria Mede (Stockholm, 1970. március 7. –) svéd humorista, színész, táncos és televíziós műsorvezető. Göteborgban nőtt fel. Főképp humoros szerepei kapcsán ismert hazájában, illetve számos műsor házigazdája volt már.

## Karrier
2009-ben az Eurovíziós Dalfesztivál svéd nemzeti döntőjének, a Melodifestivalennek volt a házigazdája. E műsor keretein belül választják ki a svéd versenyzőt az Eurovíziós Dalfesztiválra. Ugyanebben az évben Svédország legjobb női humoristájának szavazták meg.
2013 májusában ő volt a Malmőben megrendezett 2013-as Eurovíziós Dalfesztivál műsorvezetője, Loreen 2012-es győzelme után. 1995 után elsőként egyedüli műsorvezetőként látta el a feladatot.
2015. március 31-én Graham Nortonnal közösen vezették Az Eurovíziós Dalfesztivál legnagyobb slágerei című koncertműsort a londoni Eventim Apollóban.
Ugyan ebben az évben december 14-én, a svéd közszolgálati televízió, a Sveriges Television (SVT) bejelentette, hogy Måns Zelmerlöw, 2015-ös Eurovíziós Dalfesztivál győztese és Petra Mede lesznek a 2016-os Eurovíziós Dalfesztivál műsorvezetői Stockholmban. Továbbá Mede lett a 2016-os Melodifestivalen első elődöntőjének műsorvezetője.

## Filmográfia

### Televíziós műsorok
- Melodifestivalen (2009)
- Roast på Berns (2009)
- Snillen snackar (2009)
- Välkommen åter (2010)
- Petra Mede Show (2010)
- Cirkus Möller (2010)
- Guldbaggegalan (2011)
- Maestro (2011, versenyzőként)
- Maestro (2013, műsorvezetőként)
- Eurovíziós Dalfesztivál (2013)
- Melodifestivalen (2016, első elődöntő Gina Dirawival)
- Eurovíziós Dalfesztivál (2016, Måns Zelmerlöwvel)
- Eurovíziós Dalfesztivál (2024, Malin Åkermannal)

### Filmek
- Anno Malmö (2008)